# Нью-Йорк-Таймс-билдинг (Парк-Роу)
Нью-Йорк-Таймс-билдинг (англ. New York Times Building) — небоскрёб, расположенный по адресу Парк-Роу, 41 в микрорайоне Муниципальный центр в Манхэттене, Нью-Йорк. Построен в 1899 году. С 1889 по 1903 год в нём располагалась штаб-квартира и редакция The New York Times, которая переехала в район Лонгэйкр-сквер (англ. Longacre Square), ныне Таймс-сквер. Это самое старое из сохранившихся сооружений так называемого «Газетного ряда» (англ. Newspaper Row) — района, где располагаются офисы различных печатных изданий. В настоящее время здание принадлежит Университету Пейс. Бронзовый памятник Бенджамина Франклина, держащего в руке газету Pennsylvania Gazette, находится перед зданием на другой стороне, на площади Типографии (англ. Printing-House Square), в настоящее время известной под названием 1 Pace Plaza.

## История
Первое здание газеты находилось по адресу Нассо-стрит, дом 113. В 1854 году редакция переехала в дом 138 на той же улице, а в 1858 году — в пятиэтажное здание, спроектированное Томасом Р. Джексоном в неороманском стиле на 41 Парк-Роу — до этого там находилась кирпичное здание пресвитерианской церкви. Здание редакции стало первым, построенным специально с учетом потребностей газеты. Здание 1851 года постройки, расположенное напротив мэрии в сени штаб-квартиры New-York Tribune Хораса Грили, было охарактеризовано «Таймс» в 2001 году, как «заявка на то, что газета считает себя мощным институтом общественной жизни… Ни один политик, стоящий на широких ступенях мэрии, не мог не заметить присутствие газеты. А после 1871 года, когда The Times возглавила крестовый поход против „шайки Твида“, ни один политик не мог позволить себе игнорировать её».
После того, как в 1870-х годах New York Tribune подняла ставки в этой «игре», построив еще более высокое здание, в 1889 году «Таймс» отреагировала, поручив архитектору Джорджу Б. Посту спроектировать более величественное и более высокое здание на том же месте. Новое 16-этажное здание с арками, вырезанными из гранита штата Мэн и известняка штата Индиана, было построено вокруг старого. Типографские прессы остались на своих местах, а старое здание было постепенно разобрано (позже это пространство использовалось Университетом Пейс в качестве спортзала). Верхний этаж был предназначен для размещения наборного цеха, чтобы у его работников было больше естественного света.
В 1896 году газету приобрел Адольф Окс. По решению нового владельца архитектор Роберт Майнике демонтировал мансардную крышу и добавил еще три этажа.
В 1951 году Нью-Йорк-Таймс-билдинг был приобретен Университетом Пейс и использовался для размещения аудиторий и офисов. В 1999 году здание получило статус охраняемой достопримечательности города Нью-Йорка.
С февраля 2017 года по 28 января 2019 года в рамках «генерального плана» университета Пейс в здании был проведен капитальный ремонт.

## Галерея
- Предыдущее здание по адресу Парк-Роу, 41. 1874 год
- «Газетный ряд» в 1900 году